# احمد نبیل (مانغا)
احمد نبیل (عربی: أحمد نبيل؛ زادهٔ ۲۴ دسامبر ۱۹۹۱) یک ورزشکار اهل مصر است.
از باشگاه‌هایی که در آن بازی کرده‌است می‌توان به باشگاه ورزشی الاهلی مصر اشاره کرد.
وی همچنین در تیم ملی فوتبال Egypt U-20 بازی کرده است.